# 딕 시슬러
리처드 앨런 시슬러(영어: Richard Alan Sisler, 1920년 11월 2일~1998년 11월 20일)는 미국의 프로 야구 선수이자 코치, 감독이다. 메이저 리그 베이스볼(MLB)에서 8시즌 동안 1루수와 좌익수로 뛰었다.
두 차례 4할 타율을 달성한 명예의 전당 헌액자 조지 시슬러의 아들이자, 1950년대와 1960년대 메이저 리그에서 구원 투수로 뛴 데이브 시슬러의 형이다. 딕 시슬러의 형인 조지 시슬러 주니어는 마이너 리그 베이스볼(MiLB)에서 오랫 동안 운영진으로 일했다.